# رورباخ-ل-دیوز
رورباخ-ل-دیوز (به فرانسوی: Rorbach-lès-Dieuze) یک کمون در فرانسه است که در Canton of Dieuze واقع شده‌است.

## خصوصیات
رورباخ-ل-دیوز ۴٫۲۱ کیلومترمربع مساحت و ۴۹ نفر جمعیت دارد و ۲۲۷ متر بالاتر از سطح دریا واقع شده‌است.